# Coatzacoalcos
Coatzacoalcos è una municipalità del Messico che si affaccia sulla baia di Campeche. Fa parte dello Stato federato di Veracruz.
Conta 319.187 abitanti (2015) e ha un'estensione di 309,20 km².
Il 27 agosto 2019 un attacco incendiario portato avanti da un commando del Cartello di Jalisco Nuova Generazione in questa città ha causato 30 morti e 13 feriti in una discoteca. Si tratta di uno dei più gravi episodi di criminalità nella storia recente del Messico nell'ambito della guerra messicana della droga.